# 예수대학교
예수대학교( Jesus University)는 전북특별자치도 전주시에 있는 사립 대학이다.

## 연혁
1950년 6월 1일, 재단법인 미국 남장로교회 한국선교회에서 전주예수병원부속간호고등기술학교를 설립하였다. 같은 해 발발한 6.25 전쟁으로 임시 휴교하였다. 1962년 1월 16일, 전주예수병원간호학교로 교명을 변경하였다. 1973년 3월 1일, 전주예수병원간호전문학교로 개편되었고, 1979년 1월 1일 전문대학으로 개편되며 예수간호전문대학으로 교명을 변경하였다. 1998년 6월 1일, 예수간호대학으로 교명을 변경하였다.
2002년 11월 16일, 일반대학으로 승격되며 예수간호대학교로 교명을 변경하였다. 2005년 8월 23일, 예수대학교로 교명을 변경하여 현재에 이르고 있다.
한편, 2018년 실시된 대학기본역량진단에서 역량강화대학에 선정된 이력이 있다.

## 교육편제
예수대학교는 학부와 대학원 과정이 모두 편성되어, 학부는 단과대학 없이 2개 학부, 대학원의 경우 일반 1개원을 설치하고 있다.

## 같이 보기
- 예수병원